# Referéndum sobre el estatus político de Ucrania de 1991
Un referéndum se llevó a cabo en la República Socialista Soviética de Ucrania el 17 de marzo de 1991 como parte del Referéndum de la Unión Soviética de 1991. A los votantes se les hicieron dos preguntas, con una adicional en la región histórica de Galitzia, que incluye las provincias ucranianas de Ivano-Frankivsk, Leópolis y Ternópil.
El referéndum siguió a la Declaración de Soberanía Estatal de Ucrania por parte de la Rada Suprema el 16 de julio de 1990. El 1 de diciembre de 1991, se celebró el referéndum de independencia, venciendo con el 92.30% de los votos la opción independentista.